# Регейро Уриола, Луис
Луис Регейро Уриола (исп. Luis Regueiro Urquiola; род. 22 декабря 1943, Мехико, Мексика) — мексиканский футболист, полузащитник.

## Клубная карьера
Во взрослом футболе дебютировал в 1963 году в составе клуба «УНАМ Пумас», в котором пробыл до 1967 года.
С 1967 года на протяжении трёх сезонов выступал за клуб «Некакса», а в 1970 году перешёл в «Толуку». Вместе с клубом Регейро стал вице-чемпионом Мексики 1970/71.
Завершил карьеру Футболиста в 1972 году.

## Карьера в сборной
11 мая 1966 года дебютировал в официальных матчах в составе национальной сборной Мексики в поединке против сборной Чили. Регейро был вызван в сборную на чемпионат мира в 1966 году, но на турнире не сыграл ни одного матча.
27 августа 1968 Регейро забил свой единственный гол за сборную в победном матче против Чили. В 1968 году принял участие в 6 матчах в составе сборной Мексики на Олимпийских играх.